# Anhinojo Folk

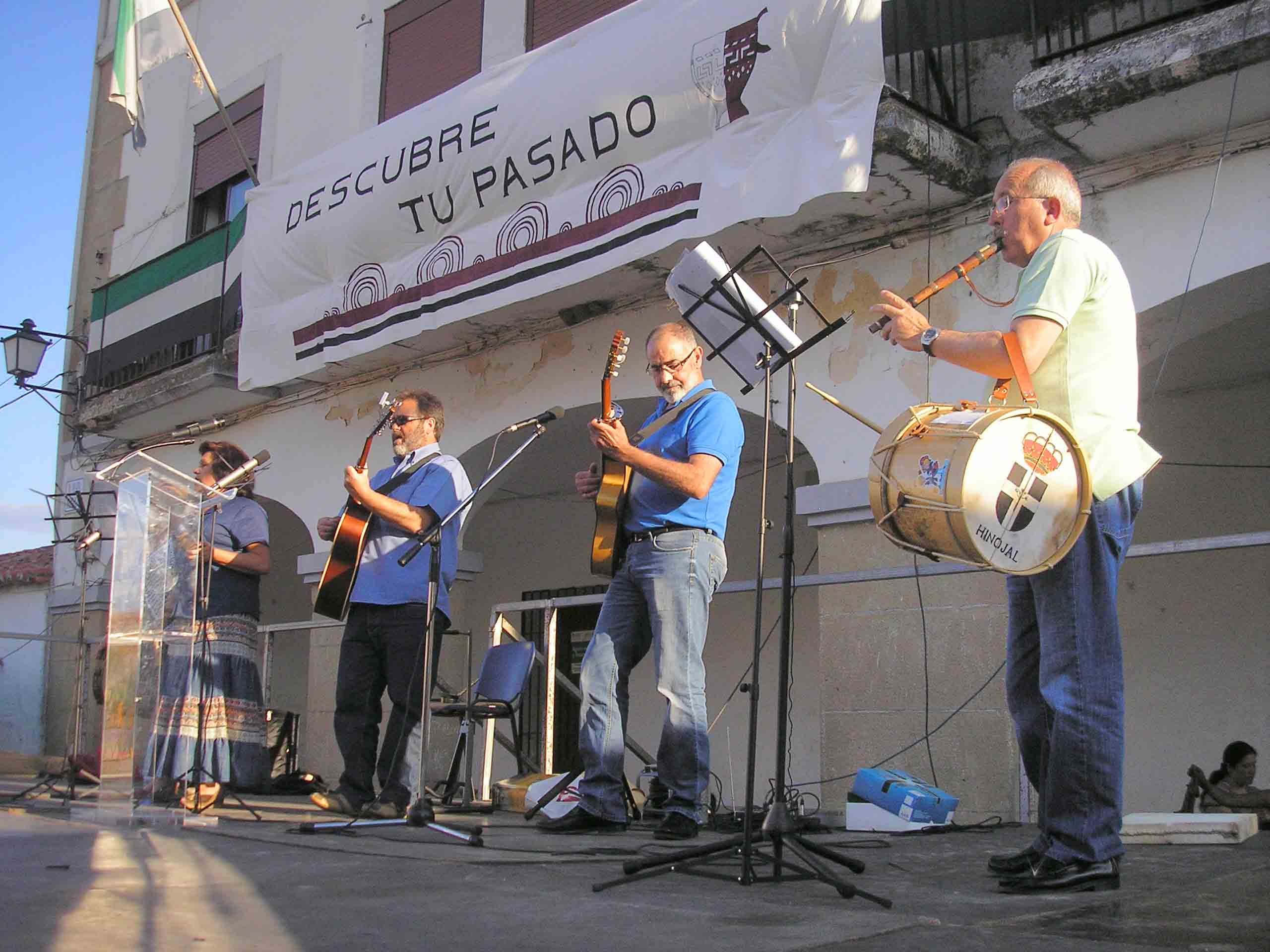
Anhinojo Folk en Botija, 2011.

Anhinojo Folk es un grupo de música popular extremeña fundado en 1978.
El nombre del grupo proviene de la población de Hinojal, donde se originó el grupo y de donde son la mayoría de sus miembros.

## Actividad
Los miembros del grupo se dedicaron inicialmente a recopilar la música popular de Extremadura, grabándola en casetes y reinterpretándola. Posteriormente ampliaron su campo geográfico de actuación, siguiendo con el mismo método. También han incorporado canciones propias, como ¿Qué te han hecho Tajo? de José María Díaz. Se presentan como conservadores de las canciones populares que se han venido transmitiendo de forma oral y que ven en riesgo de perderse de no quedan registrados. Recogen muestras de música tradicional de Extremadura: cantares de oficios, romances, de matanza, de bodas, de ronda, de quintos, manteniendo la instrumentación popular y con escasos adornos. Ocasionalmente modifican la instrumentación, por ejemplo cuando intervienen juntos la gaita y el tambor.

## Instrumentos
Los instrumentos que utilizan son diversos cacharros de la cocina -almirez, botella de anís, caldero, mortero-, guitarra, laúd, el batiero (herramienta utilizada originalmente para lavar), la sonaja de los quintos, gaita y tambor extremeño.

## Miembros
Los miembros han ido variando a lo largo de la existencia del grupo, manteniéndose José María Diaz Moreno. En 2010 le acompañaban Pedro Moreno Breña, Juani Garcia,José Manuel Breña Rodriguez y Reme Pantrigo Lotez. Durante el año 2018, se han incorporado Ana Ramos y Pedro Corcho.

## Obra
- Anhinojo canta a los Cuatro Lugares
- Cantaris de Trasantiel
- Remansos del Tajo